# 朝潮型驅逐艦
朝潮型驅逐艦（日文：朝潮型駆逐艦／あさしおかたくちくかん，英文：Asashio class destroyer），是大日本帝國海軍的驅逐艦艦級，是大型化量產型驅逐艦的基礎。朝潮型共有10艘同型艦。

## 概述
朝潮型為1934年第二次補充計劃中規劃的10艘大型驱逐舰 。基於裁军条约限制建造的中型驱逐舰（初春型與白露型）作为舰队决战型驱逐舰無法滿足海軍的戰力需求，海軍轉向建造朝潮型驅逐艦  。朝潮型在施工开始前后发生第四舰队事件，並在计划修订后继续施工 ，于1937年（昭和12年）至1939年（昭和14年）完成 。在竣工前后，由于偶然的事故，艦艉進行修改和翻新。驅逐艦艦隊于1940年成立 。
朝潮型被視為舰队决战型驱逐舰的一种特殊类型，并成为之后夕雲型的基礎。 但是，朝潮型的巡航能力没有达到海军軍令部的要求， 第三次海軍軍備補充計画將規劃建造陽炎型驱逐舰。
所有10艘同級艦都參與太平洋战争，全部沉沒。

## 建造背景
1930年的《伦敦海军条约》 規定日本無法建造超过1500吨（标准排水量)的驱逐舰，因此，海軍建造第一次補充计划中的初春型驱逐艦（计划1,400吨），以在限定的排水量內擴張軍力。  。初春型同時使使排水量維持在條約規定之內，又攜帶特型驅逐艦的武器（計劃中的1,680噸），這種不合理的設計存在穩定性問題並需要大規模翻修。 因此，初春型及其改進型白露型都各在建造6艘後停产。在1934年的第二次補充計畫，原本计划建造14艘白露型驅逐艦，但日本退出倫敦海軍條約後，白露型的建造在完成10艘後中止，改建造10艘較大的朝潮型驅逐艦。
這個時期，人們预计決定性戰役的規模將擴大，對船艦機動性和續航力的需求也增加 。國際形勢將因九一八事變，日本退出國際聯盟與裁军条约變得緊張。朝潮型即是在這樣的背景下建造。

## 建造計畫與設計
计划編號為F48。最初的计划是根據從友鶴事件中汲取的教训所制定。
- 标准排量：1,961吨
- 试航排水量：2370吨[2]
- 满载排量：2,612.1吨
- 吃水：海上试航平均3.69m，满负荷平均3.94m
- 速度：35节
- 范围：3,800海里/ 18节
- 燃料：387吨重油

首艦朝潮号建造不久发生第四艘舰队事件，迫使变更设计(设计变更后的參數请参考汇总表中的数值)。排水量比原计划增加（根据海軍造船技術概要，排水量增加约100吨），速度为34.85节。实际的海试结果為（以下是“大潮”的數據，但估计船尾的形状已更改)
- 速度：35.98节（计划34.85节）
- 巡航范围：5190海里/ 18节（计划的4000海里/ 18节）

### 船體
朝潮型上層建築的配置基本上沿襲白露型 。
朝潮型的船体与吹雪型驅逐艦類似。完工後其排水量比吹雪型的排水量大。由于在设计阶段注重回复性能，因此整体轮廓較吹雪型低。低乾舷使风压面积小，提高回复性，另外能見度低有利於戰鬥。船艏的干舷仍維持足够的高度以实现高速性能，其高度与吹雪型的高度相當。

### 主炮
朝潮型配置與特型驅逐艦相同的50倍徑三年式127毫米雙連裝主炮，一座在船艏甲板上，两座在后方。炮塔型是C型，與白露型驅逐艦的相同。朝潮型主砲的最大仰角为55度，但最大仰角的射速为每分钟4发（水平11发），炮弹和弹药分别装填，因此本型炮實際上無法進行有效高射作戰。而相對当时美国海军的驱逐舰采用的是38倍径12.7厘米主炮，並有炮弹和弹药半自动裝填系统，射速是任何仰角每分钟15发的技術、結構差距而言更為明顯。

### 机關枪
根据计划，朝潮型應配備两座93型13毫米双聯裝机枪和四座机枪，但在1938年（昭和13年）的年度报告中，仅朝潮时配备两门25毫米双聯裝机枪。另外，在荒潮的官方藍圖中，它配备有两座40毫米单大炮，但未能从照片等中确认。
与初春型和白露型一样，机枪安裝在第二个烟囱之前的机枪架。烟囱的形状与正常的烟囱相反，其前部狭窄，似乎第二个烟囱的机枪架面积增加了。
战争期间增加的机枪有很多不清楚的細節。朝潮型在あ号作战前後拆除第二个炮塔，被两门25毫米三发机枪取代，13毫米机枪被替换为25毫米三联裝机枪。艦桥前安裝机枪架，并安装一座25毫米双联裝机枪。朝潮型共配备四座25毫米三联裝机枪和一座双联裝机枪。據說還有配拜其他25毫米單裝機槍。

### 鱼雷
朝潮型搭載兩座與白露型相同的九二式四連装鱼雷发射管 。防护罩的形状与白露型相同，但与陽炎型不同 。另外还安装初春型采用的重新裝填装置，並且在第二煙囪的兩側安裝第一發射管的備用魚雷，並在後面的上部結構中安裝第二個 。
在完成时，朝潮型装备九〇式魚雷。似乎在1941年战争爆发之前，朝潮型已装备九三式鱼雷。

### 深水炸彈
朝潮型配备36枚九一式深水炸彈，一台九四式深水炸彈投射機（Y砲）和六座深水炸彈投擲架。

### 水下偵查
完工时，朝潮型没有配备声纳。在1940年（昭和15年），6艘朝潮型安装九三式3型聲納。

### 雷达
在战争期间，朝潮型經過修改的前桅杆配备22号电探。另外，13号电探似乎在あ号作戦后被安装在后桅杆上。

### 引擎
输出功率与特殊型驅逐艦同為为50,000马力。朝潮型安裝两座新设计的艦本式高、中、低压涡轮机，而巡航涡轮机通过减速齿轮连接到中压涡轮机。吹雪型驅逐艦的机房被一座中央隔墙分为左右两間，但是朝潮型取消隔墙，机房变成只有一个 。要达到35节的速度必須要有52,000马力 ，这在后来的陽炎型中实现。

### 交流电源
在日本海军驱逐舰中，朝潮型将船内电气系统更改为220V AC 。当时的战舰使用直流电，交流电能降低电气设备的重量和体积，耐用性和可维护性也得到了改善。据说重量比过去的軍艦降低25％。同时期的明石號修理艦采用440V AC，从那时起，新造軍艦皆採用交流電。

## 改裝

### 艦艉形状變更
朝潮型竣工后因船艦的迴旋半徑過大，海軍部將舰艉水线附近由圆形修改为帶有節的形狀(與阳炎号類似)，舵的形状也有變更。另外，推进器的转速从计划的每分鐘380轉降到每分鐘350轉。将推进器的直径从3.40公尺减少到3.28公尺，並将计划转速减少到每分鐘375轉後，结果速度增加0.7节左右。這個修改只適用最初的4艘(朝潮号、大潮號、満潮號、荒瀨號) ，朝雲號后的6艘均有修改艦尾，推进器直径仍保持3.4公尺。《海军造船技术概要》顯示山雲之後的同型艦推進器直径为3.4公尺。

### 臨機調事件
海軍於1937年12月29日对朝潮號涡轮机进行開放式检查时，发现部分涡轮叶片受损，并于次年1月19日成立特别发动机调查委员会。人们曾怀疑所有日本海军舰船都存在问题。调查的结果發現原因是涡轮叶片的共振，而其他船艦没有问题，这是安装在朝潮型上的涡轮特有的现象。此問題在采取措施后得到解決。

## 艦歷
1937年中完成的三艘船「朝潮」、「大潮」與「滿潮」航行到中國中部，期间大约一个月，直到年底。从1938年（昭和13年）开始，每艘船都变成备用船，并进行翻新工程；从1940年（昭和15年）开始，船艦被依次编入艦队。
在战争初期，朝潮，大潮，滿潮和荒潮组成第八驅逐艦艦隊，参与南方作战，例如巴塘海峡战役。第八驅逐艦隊作为第7艦隊的直接防御部隊参加中途島海战。之后第八驅逐艦隊調至索羅門群島。1943年（昭和18年），大潮被長鰭鮪魚號潛艦擊沉，朝潮、荒潮在俾斯麥海海戰沉沒。滿潮號以第一遊撃部隊第三部隊（西村舰队）的成员身份参加莱特湾海战，并在苏里高海峡海战沉沒。
戰爭開始時，山雲、夏雲、朝雲、峯雲組成第九驅逐艦艦隊，參加爪哇海战役。其中山雲號在1941年12月的仁牙因灣登陸作戰中触雷，離開戰場進行維修直到次年9月。1942年10月和次年3月，夏雲號與峯雲號在索羅門群島戰役中沉沒。倖存的朝雲號連同回歸的山雲號以及第八和第二十四驅逐艦艦隊倖存的満潮號改隸西村艦隊，並參加雷伊泰灣海戰，三艦在蘇里高海峽海戰被擊沉。
霰號、霞號與陽炎型的陽炎、不知火组成第十八驱逐舰艦隊，作为第一航空艦隊（南雲艦隊）的直衛艦，參與突襲珍珠港、印度洋空襲與中途島戰役。霰號于1942年7月5日行動在基斯卡湾沉沒，霞號、不知火號也被魚雷擊傷。维修工作完成后，她們被转移到北部單位，执行护航任务。在雷伊泰灣海戰中，她們隸屬第二遊撃部隊（志摩艦隊），参加蘇里高海峽海戰，只有霞號倖存。之后霞號參加多號作戰运输行動三次，礼号作戦，於北号作戦後返回本土。最后，霞號同大和號戰艦與第二水雷戰隊參加天號作戰的坊之岬海戰，遭到美军飞机攻击失去行動能力。最後接受冬月號驅逐艦的雷擊處分沉沒。

## 同型艦
朝潮 [II]（あさしお / あさしほ）
1937年8月31日竣工（佐世保海軍工廠）。1943年3月3日沉没。
大潮（おおしお / おほしほ）
1937年10月31日竣工（舞鶴海軍工廠）。1943年2月20日(21日)沉没。
滿潮（みちしお / みちしほ）
1937年10月31日竣工（藤永田造船所）。1944年10月25日沉没。
荒潮（あらしお / あらしほ）
1937年12月20日竣工（神戸川崎造船所）。1943年3月3日沉没。
朝雲（あさぐも）
1938年3月31日竣工（神戸川崎造船所）。1944年10月25日沉没。
山雲（やまぐも）
1938年1月15日竣工（藤永田造船所）。1944年10月25日沉没。
夏雲（なつぐも）
1938年2月10日竣工（佐世保海軍工廠）。1942年10月12日沉没。
峯雲（みねぐも）
1938年4月30日竣工（藤永田造船所）。1943年3月5日沉没。
霞 [II]（かすみ）
1939年6月28日竣工（浦賀船渠）。1945年4月7日沉没。
霰 [II]（あられ）
1939年4月15日竣工（舞鶴海軍工廠）。1942年7月5日沉没。

## 驱逐舰艦隊的變遷
从早期到中期落成的8艘朝潮級组成驱逐舰艦隊，每隊4艘。最后两艘與陽炎型组成驱逐舰艦隊。

### 第二十五驱逐舰艦隊→第八驱逐舰艦隊
第二十五驱逐舰艦隊由隸屬佐世保镇守府的朝潮，大潮，満潮和荒潮編成。她們继承1937年10月31日解散的4艘枞级驱逐舰，為第三代第二十五驱逐舰艦隊。 1939年11月1日（昭和14年），横须贺鎮守府的4艘吹雪型驅逐艦组成的第八艘驱逐舰艦隊移交给吴鎮守府的第二十驱逐舰艦隊，4艘朝潮型改为第八驱逐舰艦队。由於服役起涡轮機叶片就接連損壞，转移到横须贺后，所有属于這個驱逐舰艦队的船艦进行整修。
- 1937年10月31日（昭和12年）：編成。
- 1939年（昭和14年）11月1日：转移至横须贺鎮守府，并更名为第八驱逐舰艦队。隸屬第二舰队第二水雷戰隊。
- 1942年2月20日：大潮、滿潮在巴塘海峡战役損坏。
- 1942年4月10日：转移到第二艦隊第四水雷戰隊。
- 1942年5月15日：大潮、滿潮離隊[36] ，被指定为特別役務驅逐艦[37] 。
- 1942年6月7日：中途岛海战為三隈號重巡洋艦與最上号重巡洋舰护航期间，朝潮和荒潮受損。
- 1942年7月14日：朝潮和荒潮被指定为特別役務驅逐艦[38] 。
- 1942年8月1日：朝潮和荒潮被指定为横须贺鎮守府警卫队驱逐舰[39] 。

1942年10月20日：改隸第八舰队。朝潮和荒潮歸隊。滿潮一同編入 。
- 1942年（昭和17年）11月13日：瓜達爾卡納爾海戰中滿潮受損离开前线。
- 1942年12月29日：大潮編入[41] 。
- 1943年（昭和18年）2月21日：大潮沉沒，於4月1日除籍。
- 1943年3月3日：俾斯麦海海战中朝潮、荒潮沉沒，於4月1日除籍。
- 1943年4月1日：艦隊解散[42] 。

（1943年10月31日：滿潮转移至第二十四驱逐舰艦隊 )

### 第四十一驱逐舰艦隊→第九驱逐舰艦隊
本艦隊由隸屬横須賀鎮守府的山雲、夏雲、朝雲、峯雲編成。编队时，因為横须贺鎮守府已存在第一至第十驱逐舰艦从，因此成为第四十一驱逐舰艦隊。 1939年11月15日两艘初春型驅逐艦和两艘白露型驅逐艦由第九驱逐舰艦隊轉移至佐世保鎮守府的第二十七驱逐舰艦隊，第四十一驱逐舰艦隊改名第九驱逐舰艦隊，为第五代第九驱逐舰艦隊。由于改裝工作，第九驱逐舰艦隊較晚才加入水雷戰隊。
- 1938年2月10日：編成。
- 1939年11月15日：更名为第九驱逐舰艦隊。
- 1940年11月15日：隸屬第二艦隊第四水雷戦隊。
- 1942年5月15日：山雲离开艦隊以修复损壞[36] ，并被指定为特別役務艦[37] 。

（1942年10月1日：山雲修理完成且被指定為警備驅逐艦，并移交给横須賀鎮守府海面防備隊 。 ）
- 1942年10月12日：夏雲在埃斯佩兰斯海角海战中沉沒，于11月15日除籍。
- 1943年（昭和18年）3月5日：峯雲在貝克特海峽戰役（英语：Battle of Blackett Strait）中沉沒，于4月1日除籍。
- 1943年4月1日：转移至第5舰队第一水雷戰隊。與第二十一驱逐舰艦隊的薄雲（日语：薄雲 (吹雪型駆逐艦)）、第二十驱逐舰艦隊白云合併[42] 。
- 1943年（昭和18日）9月1日：編入吳鎮守府的預備艦霞[45]。
- 1943年10月31日：朝雲轉至第十驱逐舰艦隊[43] 。
- 1944年3月1日：从第九舰队编入不知火號驅逐艦 [46] 。
- 1944年（昭和19年）3月16日：白云沉沒，於3月31日除籍。
- 1944年3月31日：解散（更名为第十八驱逐舰中队，然后转移到下面的第十八驱逐舰艦队） [47] 。

### 第十八驱逐舰艦隊
第十八驱逐舰艦隊由吳鎮守府的霰、霞和陽炎型的陽炎、不知火編成。她們继承1935年4月1日解散的四艘磯風型駆逐艦，為第三代第十八驱逐舰艦隊。
- 1939年（昭和14年）11月15日：編成。隸屬第二舰队第二水雷戰隊。
- 1942年（昭和17年）7月5日：霰號被咆哮者號潛艦（英语：USS Growler (SS-215)）擊沉，于7月31日除籍。
- 1942年7月20日：陽炎號改隸第十五驅逐艦艦隊[48] 。
- 1942年8月13日：霞號和不知火號离隊以修复损壞，霞號前往吳鎮守府加入預备舰队。不知火號作為舞鶴鎮守府預備艦。
- 1942年8月15日：解散[49] 。

（1943年9月1日：霞號修复完成，移交给第九驅逐舰艦隊 。 ）
（1943年11月15日：不知火號修复完成，移交给第九驅逐舰艦隊。 ）
- 1944年（昭和19年）3月31日：重建（由上述第九驱逐舰艦隊改名)。由霞、不知火與薄雲（日语：薄雲 (吹雪型駆逐艦)）組成 [47] 。隸屬第五艦隊第一水雷戰隊。
- 1944年7月7日：薄雲號沉沒，于9月10日除籍。
- 1944年10月27日：雷伊泰灣海戰中不知火號沉沒。霞號改隸第一水雷戰隊。不知火號于12月10日除籍。
- 1944年11月15日：解散。霞號转至第七驅逐舰艦隊[50] 。

（1945年3月10日：霞號加入第二十一驅逐舰艦隊 。)
（1945（1945）4月7日：霞號、朝霜號於坊之岬海戰沉沒。初霜号于4月20日移至第十七駆逐舰艦隊 。)
（1945年5月10日：第二十一驅逐舰艦隊解散 。霞號、朝霜號除籍  。 ）